# Christian Garve

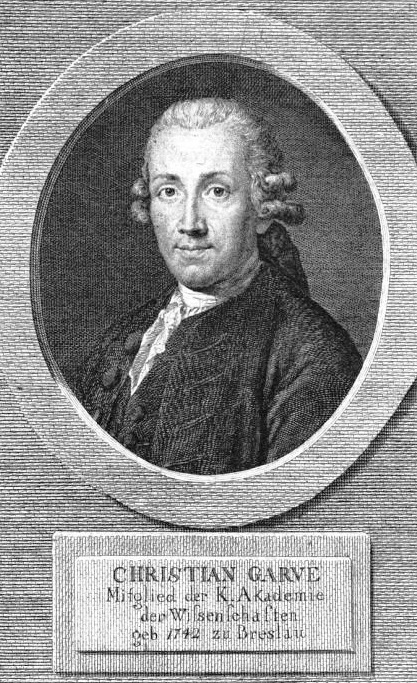
Christian Garve, Stich von Eberhard Siegfried Henne (1791) nach Anton Graff

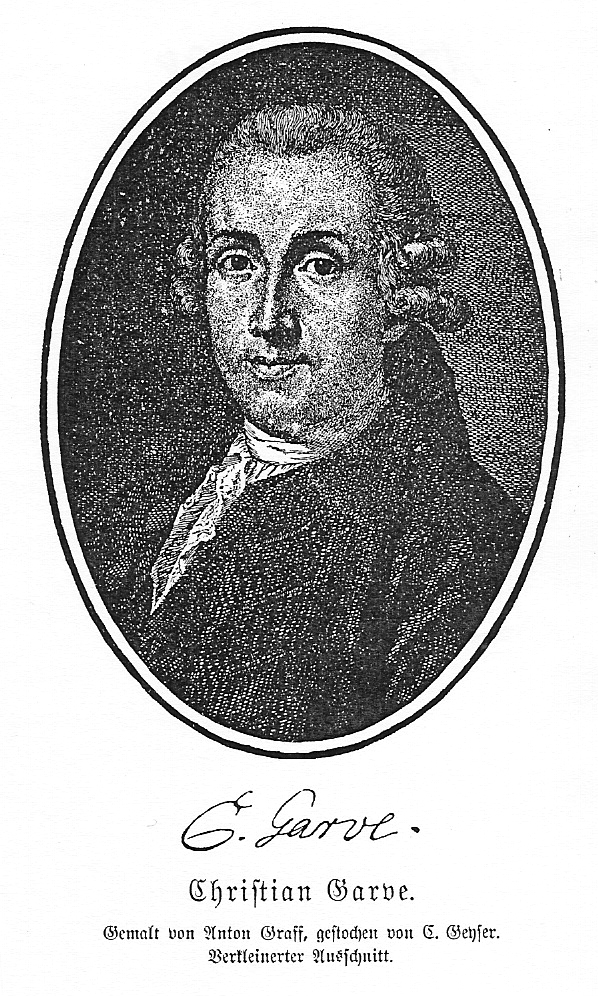
Christian Garve

Christian Garve (* 7. Januar 1742 in Breslau; † 1. Dezember 1798 ebenda) zählte in der Spätaufklärung neben Immanuel Kant und Moses Mendelssohn zu den bekanntesten Philosophen Deutschlands.

## Biographie
Christian Garve wurde in eine Handwerkerfamilie geboren und starb 56-jährig in seinem Elternhaus. Er studierte an der Brandenburgischen Universität Frankfurt und der Friedrichs-Universität Halle. 1766 wurde er Magister der Philosophie. 1770–72 wurde er außerordentlicher Professor für Mathematik und Logik in Leipzig und lehrte dort. Ab 1772 war er in Breslau und wurde dort unter anderem Buchhändler. Er hielt sich aber die längste Zeit seines Lebens bei seiner Mutter in Breslau auf. In dieser Stadt wurde der Aufklärer Mitglied der Freimaurerloge Friedrich zum goldenen Zepter. Garve war Mitglied der Preußischen Akademie der Wissenschaften.
Bekannt wurde Garve vor allem durch seine rege Übersetzungstätigkeit (unter anderem Ciceros De officiis, Adam Smith: Der Wohlstand der Nationen). Er schrieb psychologische, moralphilosophische und ökonomische Schriften und Rezensionen für die Neue Bibliothek der schönen Wissenschaften und der freyen Künste. Er war stark von der englischen und schottischen Aufklärung bzw. der stoischen Ethik geprägt. Sein ausführliches Nachwort zu seiner Übersetzung der Institutes of Moral Philosophy von Adam Ferguson beeindruckte den jungen Friedrich Schiller tief, noch viele Jahre später wusste er lange Passagen aus Garves Schrift auswendig und erinnerte sich mit Hochachtung an Garve als den „philosophischen Stern seiner Jugend“.
Garve formulierte seine in ihren Grundzügen empiristische Philosophie nie als System, sondern publizierte sie als Anmerkungen und Essays. Dies trug ihm unter anderem den Vorwurf ein, ein seichter „Popularphilosoph“ (Damenphilosophie) zu sein. Mit Christian Felix Weiße, dem Aufklärer, Herausgeber der Zeitschrift Der Kinderfreund und Mitbegründer des deutschen Singspiels, verband ihn eine langjährige Freundschaft und ein umfangreicher Briefwechsel.
Hervorzuheben ist seine Auseinandersetzung mit Immanuel Kant. Sie begann mit einer vom Göttinger Philosophen Johann Feder gekürzten Rezension von Kants Kritik der reinen Vernunft in den „Göttinger Gelehrten Anzeigen“. Kant fühlte sich missverstanden. Auch die ursprüngliche, längere Fassung der Rezension, die Garve daraufhin in der „Allgemeinen Deutschen Bibliothek“ veröffentlichte, brachte ihm Kants Widerspruch ein. Kant schrieb nun seinerseits an einem „Anti-Garve“. Dieses Vorhaben entwickelte sich im Laufe der Zeit zur Grundlegung zur Metaphysik der Sitten.
Die wissenschaftliche Auseinandersetzung zwischen Immanuel Kant und Christian Garve zog sich bis Garves Tod im Jahre 1798 hin.

## Anekdote
Bei seinem letzten Besuch in Breslau im Jahr 1785 unterhielt sich Friedrich II. mit dem Professor Garve über philosophische Dinge, wobei er den großen Haufen Canaille nannte. Garve wollte diesen Ausdruck nicht gelten lassen. „Als Euer Majestät“, sagte er, „gestern in die Stadt einzogen und alles Volk zusammenlief, um seinen König zu sehen, das war doch keine Canaille!“ – „Lieber Professor,“ erwiderte der königliche Pessimist, „setze Er einen alten Affen auf den Gaul und lasse Er ihn durch die Gassen reiten, das Volk wird ebenso zusammenlaufen.“

## Schriften
- Sammlung einiger Abhandlungen. Leipzig 1779 (Digitalisat und Volltext im Deutschen Textarchiv)

- Versuch über die Prüfung der Fähigkeiten.
- Betrachtung einiger Verschiedenheiten in den Werken der ältesten und neuern Schriftsteller, besonders der Dichter.
- Vermischte Anmerkungen über Gellerts Moral, dessen Schriften überhaupt, und Charakter.
- Einige Gedanken über das Interessirende. Erster Theil. Zweyter Theil.
- Ueber den Einfluß einiger besondern Umstände auf die Bildung unserer Sprache und Litteratur. Eine Vorlesung.

- Abhandlung über die Verbindung der Moral mit der Politik, oder einige Betrachtungen über die Frage, in wiefern es möglich sey, die Moral des Privatlebens bey der Regierung der Staaten zu beobachten. Breslau, Wilhelm Korn, 1788

- Gesammelte Werke. Herausgegeben von Kurt Wölfel und Karl Adolf Menzel. Hildesheim ; New York ; Zürich : Olms, seit 1985

### Übersetzungen
- Edmund Burke: Über den Ursprung unserer Begriffe vom Erhabenen und Schönen [A Philosophical Enquiry into the Origin of Our Ideas of the Sublime and Beautiful]. Riga 1773.
- Adam Ferguson: Grundsätze der Moralphilosophie [Institutes of Moral Philosophy]. Leipzig 1772.
- Die Ethik des Aristoteles / übersetzt und erläutert von Christian Garve. Erster (1.) Band, enthaltend die zwey ersten Bücher der Ethik, nebst einer zur Einleitung dienenden Abhandlung über die verschiednen Principe der Sittenlehre, von Aristoteles an bis auf unsre Zeiten. books.google - Und. Zweyter (2.) Bd., enthaltend die acht übrigen Bücher der Ethik. Korn, Breslau 1798 und 1901.
- Die Politik des Aristoteles / übersetzt von Christian Garve. Zwei Teile. Korn, Breslau 1799 books.google und 1802.

### Werkausgabe
- Kurt Wölfel (Hrsg.): Gesammelte Werke. 16 Bände, Berlin, 1985–1999.